# Eumenes sculleni
Eumenes sculleni är en stekelart som beskrevs av Richard Mitchell Bohart 1950. Eumenes sculleni ingår i släktet krukmakargetingar, och familjen Eumenidae. Inga underarter finns listade i Catalogue of Life.